# Повітряочисник

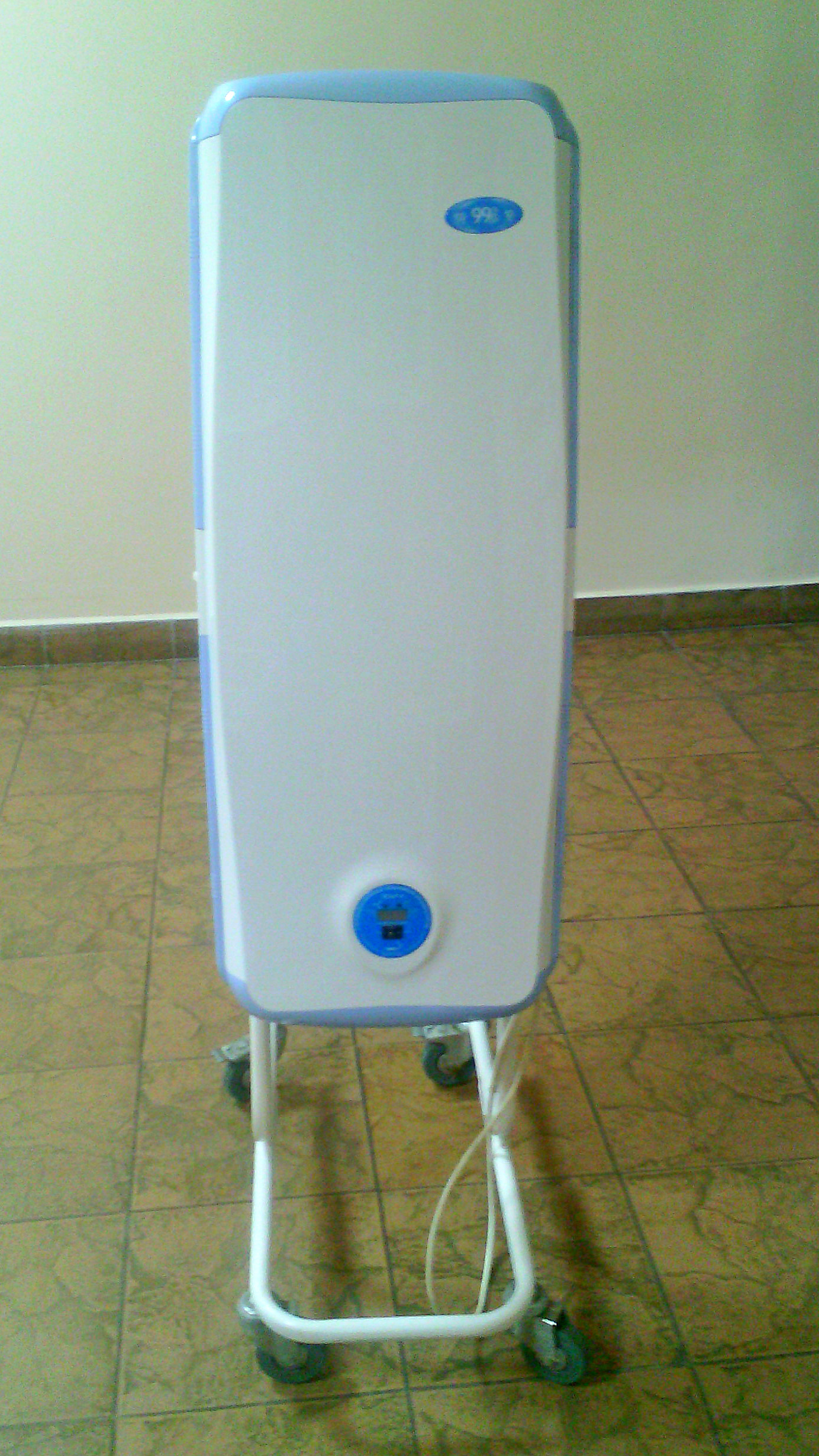
Очисник повітря в лікарні

Очисник повітря (очищувач повітря, повітряочисник) — прилад для очищення повітря і покращення атмосфери в приміщенні.
Прилади для очищення повітря можна поділити на групи за способом очищення.

## Мийка повітря
Мийки повітря використовуються в приміщеннях для зволоження і очищення повітря від пилу, неприємних запахів, алергенів, ароматерапії і не мають фільтрів. Великий пил з розмірами більше 10 мікрон видаляється краще, дрібна, з розмірами менше 2,5 мікрон, — гірше.

## Електростатичні очищувачі повітря
Повітроочисники, принцип яких заснований на притягненні попередньо заряджених дрібних частинок з повітря до пластин, які мають протилежний заряд статичної електрики. Мають малу продуктивність і створюють при своїй роботі вільний озон, іноді в небезпечних для людини концентраціях. Вимагає регулярного догляду у вигляді мийки пластин від пилу, що накопичився. Якщо цього не робити, він стає неефективний.

## Фотокаталітичні очищувачі повітря
Забруднене повітря пропускається через фільтр з фотокаталізатором (TiO2 — оксид титану), освітлений м'яким ультрафіолетовим випромінюванням (довжина хвилі випромінювання — більш 300 нм, діапазон «А», безпечний для людини). Під дією фотокаталізу токсичні домішки, що містяться в повітрі, піддаються окисленню і розкладанню.
Хімічна складова даної реакції — отримання фотокаталізом пероксиду водню H2O2 і гідроксідних радикалів OH. Ці елементи володіють сильними окислюючими властивостями і здатні розкласти органічні сполуки, леткі хімічні сполуки, ароматичні субстанції і багато алергенів, які не мають запах діоксиду вуглецю і води.
Потрібно врахувати, що фотокаталіз йде тільки на зовнішній видимій поверхні фільтра, так як ультрафіолетове випромінювання поглинається в тонких шарах практично всіх пористих матеріалів, з яких вони виготовляються. Окрім того, для відчутного ефекту очищення повітря в приміщенні необхідна площа фільтрів в кілька квадратних метрів при інтенсивності ультрафіолетового випромінювання не менше 20 Вт/м2. Ці умови не виконуються в жодному з фотокаталітичних очищувачів повітря, які випускаються на сьогодні, і особливо в нових, де в якості джерела ультрафіолетового випромінювання використовуються малопотужні світлодіоди. Тобто реальна продуктивність фотокаталітичних очищувачів повітря на сьогодні дуже мала.

## Іонні очищувачі повітря
Існує думка, що шкідливі речовини, бактерії і алергени заряджені позитивно, а тому притягують відтворювані іонізаторами аніони і утворюють дрібні кластери часток. Частинки таким чином стають тяжчими, падають вниз і більше не можуть потрапити в легені людини і стати збудниками інфекцій.

## Фільтруючі очищувачі повітря
У фільтруючих повітряочисників повітря очищається від пилу, просочуючись через фільтруючий елемент. Це найбільш ефективні і працездатні апарати, які використовують для фільтрації повітря технологію HEPA і вугільні фільтри, які вимагають періодичної заміни.

## Інерційні очищувачі повітря
Принцип дії інерційних повітряочисників заснований на інертності частинок пилу в повітрі. Повітря, що потрапляє в повітряний фільтр, різко змінює напрямок свого руху і частинки пилу, які знаходяться в повітрі, внаслідок інертності, продовжують рухатися в колишньому напрямі і потрапляють у пиловловлювач, який може бути виконаний у вигляді масляної ванни.
Другий спосіб фільтрації пилу з повітря — повідомити обертальний рух потоку запиленого повітря. Внаслідок інертності пил буде відкидатися до стінок, а очищене повітря буде направлятися за призначенням з центру воронки. Наприклад, в циліндр двигуна. У інерційних повітряочисників видаляється пил розміром більше 5 мікрон. Більш дрібний пил залишається в повітрі.

## Комбіновані очищувачі повітря
Поєднують в собі фільтруючі елементи, які встановлені, як правило, після системи інерційного очищення.